# Amastus zischkai
Amastus zischkai är en fjärilsart som beskrevs av Daniel 1952. Amastus zischkai ingår i släktet Amastus och familjen björnspinnare. Inga underarter finns listade i Catalogue of Life.